# 브루스 골딩
오레트 브루스 골딩(영어: Orette Bruce Golding, 1947년 12월 5일 ~ )은 자메이카의 전직 정치인으로 2007년 9월 11일부터 2011년 10월 23일까지 자메이카의 제9대 총리를 지냈다. 2005년부터 2011년 사임까지 이끈 자메이카 노동당 소속이다.

## 전기
그는 타키우스 골딩과 에니드 골딩의 아들로 두 선생님이다. 브루스는 네 아이 중 셋째 아이였다. 둘째, 외동딸은 태어난 지 얼마 되지 않아 결혼했다. 1949년 그가 겨우 두 살이었을 때, 그의 가족은 성으로 이사했다. 세인트캐서린구 브라운스 홀 근처의 세인트페이스 구역은 그가 앞으로 5년을 보낸 곳이다. 1955년, 그의 어머니는 킹스턴의 알파 아카데미의 교직에 합격했다. 이로 인해 그 가족은 킹스턴으로 이주할 필요가 있었다.
어렸을 때 골딩은 정치적 환경에서 자랐다. 아버지가 처음 웨스트 세인트 하원의원으로 선출된 1949년 그는 겨우 두 살이었다. 1972년 은퇴할 때까지 22년간 유지했던 캐서린 자리. 타키우스 골딩은 독립 자메이카에서 초대 하원의장을 지냈으며 주택부에서도 의회 비서관을 지냈다.
브루스 골딩은 세인트루이스에서 5년을 보냈다. 조지 칼리지에 이어 자메이카 칼리지로 편입해 A-레벨 연구를 추구했다. 1966년 서인도 제도 대학교에 입학하여 1969년 행정학을 전공한 경제학(2급 명예) BSC학위를 받으며 졸업하였다.
골딩은 자메이카 노동당의 의장이었고, 1995년 그와 다른 사람들이 신정당인 국민민주운동의 분열과 결성의 필요성을 느끼기 전이었다. 2002년에 그는 자메이카 노동당에 재입당했고 2003년 11월에 다시 당 의장으로 선출되었다.
그는 2005년 2월 20일 에드워드 시가의 뒤를 이어 자메이카 노동당의 지도자로도 선출되었다.

## 사생활
골딩은 1972년에 로나 찰스와 결혼했다. 그들에게는 세레네, 스티븐, 앤 메리타라는 세 아이가 있다. 골딩은 성공회 교파를 실천하고 있다.